# Брезіна (Словаччина)
Брезіна (словац. Brezina, угор. Kolbása) — село в Словаччині в Требішовському окрузі Кошицького краю. Село розташоване на висоті 186 м над рівнем моря. Населення — 713 чол. (88 % — словаки). Вперше згадується в 1300 році. В селі є бібліотека та футбольне поле. Протікає річка Ізра.

## Населення
| Рік:            | 1994. | 2004.   | 2014.   | 2024.   |
| --------------- | ----- | ------- | ------- | ------- |
| Кількість осіб: | 686   | 710     | 702     | 649     |
| Різниця:        |       | +3,49 % | -1,12 % | -7,54 % |

| Рік:            | 2023. | 2024.   |
| --------------- | ----- | ------- |
| Кількість осіб: | 648   | 649     |
| Різниця:        |       | +0,15 % |